# Lithostrôtos

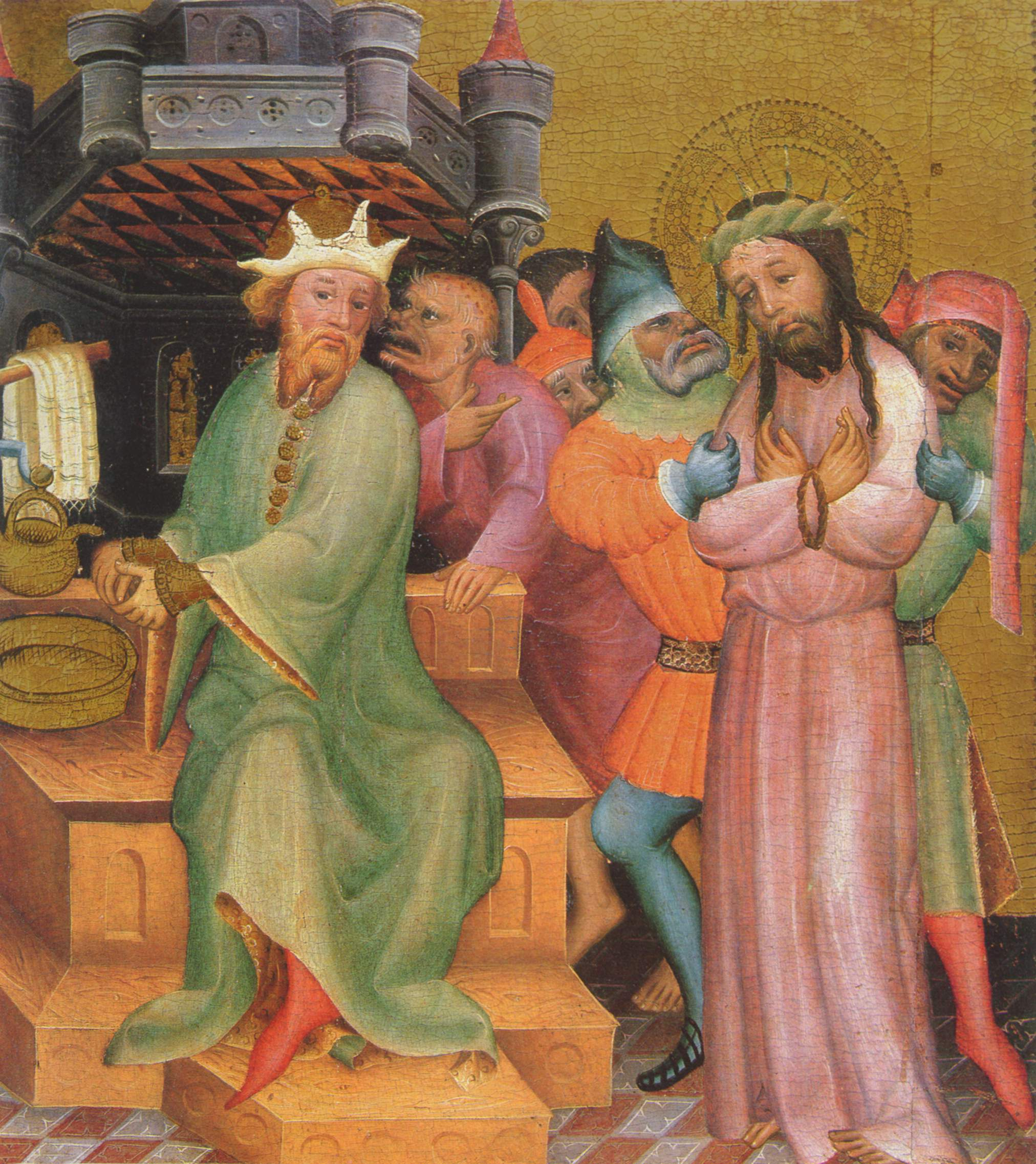
Retable de la Passion, Le Christ devant Ponce Pilate de Maître Bertram. Le dallage du prétoire devait être tellement connu que le tribunal tout entier était surnommé par la population « Lithostrôtos ».

Le Lithostrôtos  (du   mot grec  λιθόστρωτος se traduisant par : « pavé de pierre » ou « pavé de marbre », « chaussée », « pavé en mosaïque », et venant de lithos : « pierre », et stronnumi - στρώννυμι : « recouvrir »), ou Gabbatha en hébreu (signifiant « saillie » ou « lieu surélevé »), est le prétoire, à Jérusalem où, d'après l'Évangile selon Jean (Jn 19,13), Jésus aurait comparu devant Ponce Pilate et dont le sol était recouvert d'un pavement de dalles ou de mosaïque.
« Pilate, ayant entendu ces paroles, amena Jésus dehors ; et il s'assit sur le tribunal, au lieu appelé Lithostrôtos, et en hébreu Gabbatha. » (Jn 19,13). Ce mot fut autrefois diversement traduit par estrade de pierre, siège de pierre, galerie, tribunal, terrasse pavée, forum, place pavée en mosaïque, pavé de pierres, préau pavé, pavé de dalles, pavement, dans la Bible par « Dallage ».

## Localisation
L'histoire et l'archéologie biblique tentent de localiser le lieu où fut jugé Jésus. Deux lieux entrent en concurrence, qui pourraient avoir été la résidence de Pilate quand il séjournait à Jérusalem pour surveiller le Temple à l'occasion des grandes fêter juives : la basilique de l'Ecce homo située sur le site d'Antonia, mais l'archéologie récente a invalidé cette hypothèse. Le Prétoire est vraisemblablement situé au niveau de la tour de David dans l'ancien palais d'Hérode (en) (la « Citadelle »), situé à l'autre bout de la vieille ville près de l'actuelle porte de Jaffa.